# Obierwia
Obierwia – wieś sołecka w Polsce, położona w województwie mazowieckim, w powiecie ostrołęckim, w gminie Lelis.

## Położenie
Obierwia leży na Równinie Kurpiowskiej, 3 km na zachód od drogi krajowej nr 53.

## Podział administracyjny
| SIMC    | Nazwa     | Rodzaj    |
| ------- | --------- | --------- |
| 0513219 | Kurzyska  | część wsi |
| 0513225 | Małachowo | część wsi |
| 0513231 | Smoliska  | część wsi |

W skład sołectwa Obierwia do stycznia 2016 roku należała także miejscowość Aleksandrowo (obecnie oddzielne sołectwo).

## Historia

### Pochodzenie nazwy miejscowości
W pierwszej połowie XVI wieku na tereny Puszczy Zielonej przez Księcia Mazowieckiego, został wysłany pewien człowiek. Wkrótce zadomowił się i osiedlił na resztę swojego życia. Nazywał się Oberwalter, co z języka niemieckiego oznaczało stróż. W miarę upływu czasu, osada założona przez przybysza zaczęła się stopniowo rozbudowywać. Mieszkańcy od nazwiska jej założyciela, nazwali ją Oberwa. Na przestrzeni wieków nazwa uległa zmianie do dzisiejszej Obierwia.
W 1827 Obierwię zamieszkiwało 308 mieszkańców w 52 domostwach.
W latach 1921–1939 wieś leżała w województwie białostockim, w powiecie ostrołęckim, w gminie Dylewo, a od 1931 w gminie Durlasy.
W roku 1827 wieś miała 2280 morgów obszaru, liczyła 52 domostwa i 308 mieszkańców.

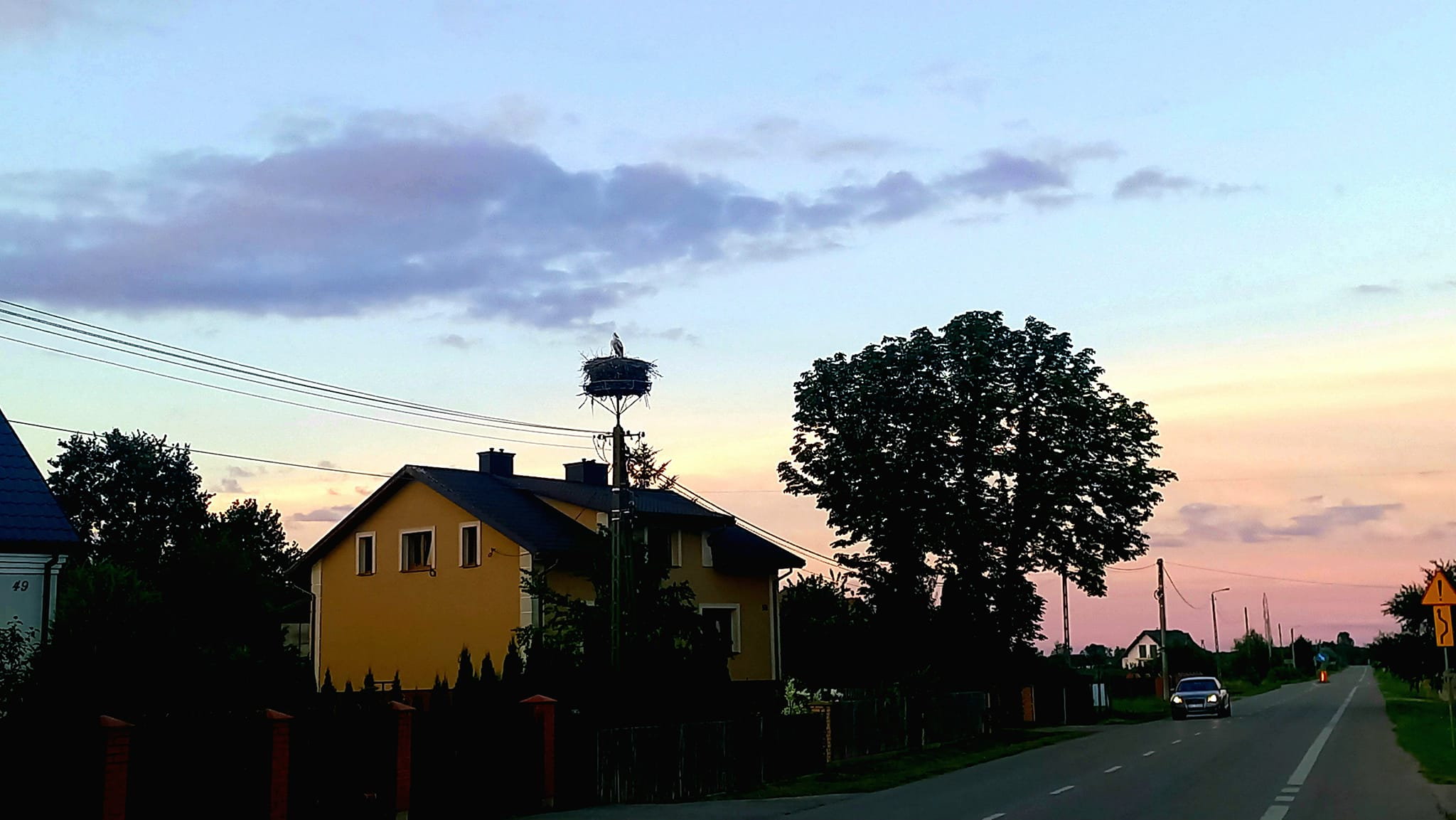
Bociany w Obierwi, 2024

Według Powszechnego Spisu Ludności z 1921 roku wieś zamieszkiwało 640 osób, 634 było wyznania rzymskokatolickiego a 6 mojżeszowego. Jednocześnie wszyscy mieszkańcy zadeklarowali polską przynależność narodową. Było tu 1.021 budynków mieszkalnych. Miejscowość należała do parafii rzymskokatolickiej w Ostrołęce. Podlegała pod Sąd Grodzki w Myszyńcu i Okręgowy w Łomży; właściwy urząd pocztowy mieścił się w m. Kadzidło.
W wyniku agresji niemieckiej we wrześniu 1939 wieś znalazła się pod okupacją niemiecką. Od 1939 do wyzwolenia w 1945 włączona w skład Landkreis Scharfenwiese, rejencji ciechanowskiej Prus Wschodnich III Rzeszy.
W latach 1975–1998 miejscowość administracyjnie należała do województwa ostrołęckiego.

## Oświata
W miejscowości znajduje się Szkoła Podstawowa. W latach 1909 – 1910 uzyskano zezwolenie władz carskich na budowę pierwszej szkoły. Po uzyskaniu zezwolenia, otrzymano drzewo: 1500 rubli w gotówce, resztę mieszkańcy dołożyli sami. W roku 1912 z woli mieszkańców powstał pierwszy, drewniany budynek szkoły powszechnej. Pierwszym nauczycielem w nowej szkole był Kazimierz Szmit, który uczył do roku 1914. Przed II wojną światową w szkole istniały tylko cztery oddziały. W okresie I i II wojny światowej szkoła była nieczynna. Po wyzwoleniu szkoła wznowiła swoją działalność edukacyjną. 

## Religia
W miejscowości znajduje się kościół, który jest siedzibą parafii pw. Najświętszej Maryi Panny Częstochowskiej. Do parafii należą miejscowości: Obierwia, Aleksandrowo, Olszewka, Szwendrowy Most i Chudek.